# Nicolas Payen
Nicolas Payen, también como Paien, Paen y Payenus, o Nicolas Colin, (c. 1512, Soignies – Madrid, después del 24 de abril de 1559) fue un compositor y maestro de capilla francoflamenco del Renacimiento, asociado con la Capilla flamenca, la capilla imperial de los Habsburgo, al final del reinado de Carlos I de España.

## Vida
Payen nació en Soignies y recibió su primera formación musical allí, en la iglesia de San Vicente. Cuando tenía unos 13 años se fue a España a cantar en el coro la capilla flamenca de Carlos I; los niños eran comúnmente reclutados en los Países Bajos para el servicio en la capilla imperial. En la década de 1530 pudo haber asistido a la universidad, pero esta parte de su vida está mal documentada. En la década de 1540 ascendió en la jerarquía de la capilla, convirtiéndose sucesivamente en secretario, capellán y en 1556 asumió el cargo de maestro de capilla, debido a que Cornelius Canis lo había dejado vacante por jubilación el año anterior, simultáneamente con la abdicación de Carlos I. Payen se convirtió así en el primer maestro de capilla de Felipe II.
Payen adquirió honores y prebendas. En 1558 se convirtió en canónigo de la Catedral de Tournai. Falleció en Madrid al año siguiente o poco después.

## Obra e influencia
La música de Payen es a la vez sagrada y secular, y toda la música que ha sobrevivido es vocal, aunque algunas de sus chansones fueron posteriormente arregladas para laúd. Se han conservado trece motetes y cinco chansones atribuidas a él. Los motetes incluyen algunos escritos para ocasiones de estado, como Carole cur defles, por la muerte de la reina Isabel, en 1545. Uno, In Gott gelaub ich das er hat, está en alemán. Todos son para cuatro o cinco voces. Sus chansones son todas a cuatro voces, y todas están en francés.
Su nombre aparece en asociación con el controvertido término musica reservata, un estilo de composición e interpretación que comenzó a mediados del siglo XVI, que probablemente involucró una configuración de texto intensamente expresiva, escritura parcial cromática y pequeñas audiencias de expertos. El embajador bávaro ante la corte de Carlos V escribió una carta a su empleador, Alberto V, duque de Baviera, expresando lo que sucedería cuando Payen se convirtiera en maestro de capilla de la Capilla flamenca para el rey: «musica reservata se pondrá aún más de moda ahora que antes, [después de que Nicolas Payen suceda a Cornelius Canis en el cargo], ya que Canis no pudo reconciliarse con ella». Por lo tanto, Payen fue un compositor de estilo más moderno frente la inclinación más conservadora de Canis.

### Motetes

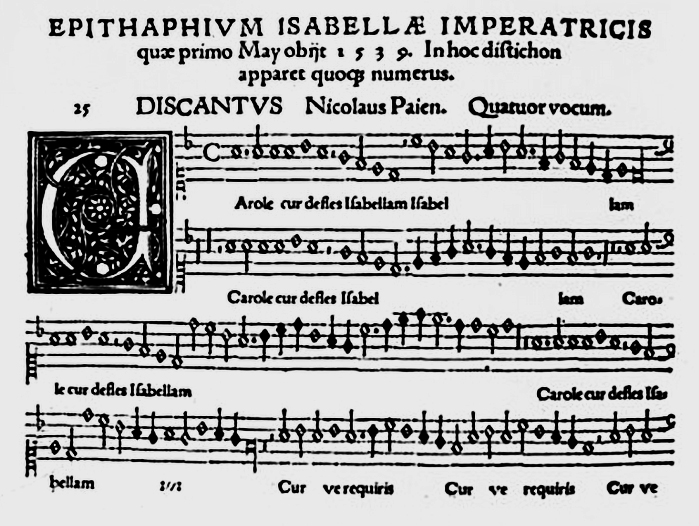
Carole cur defles Isabellam

- Virgo prudentissima
- Coenantibus illis
- Carole cur defles Isabellam
- Nunc dimittis
- Resurrectio Christi/Surrexit
- Qui dabit capiti
- Convertimini ad me
- Domine, deus salutis
- Confitemur delicta
- Nisi quia Dominus erat in nobis
- Benedictus Dominus Deus Israel
- Eripe me de inimicis meis Domine

### Chansones
- Fringotes jeusnes fillettes
- Hau de par Dieu
- Il y a de lognon
- Je ne me puis tenir
- Avecque vous mon amour finira
- Vien tost despiteux desconfort

### Coros
- In Gott gelaub ich das er hat[5]

## Grabaciones
- «3 motets and 6 chansons by Payen» en Tota Vita - Music for Charles V. Egidius Kwartet KTC1239 2000